# SD-Oberabschnitte
De SD-Oberabschnitte (Nederlands: SD-Hoofddistricten) waren de hoofddistricten van de Sicherheitsdienst der SS, die tussen 1932 tot 1945 ingevoerd werden. Het hoofdkwartier van een Oberabschnitt werd door de onder zich gesteld SD-eenheden als Oberabschnitt genoemd.

## Organisatie
Eind 1932 kreeg de Sicherheitsdienst haar eerste regionale structuur. De regionale indeling werd gemaakt in vijf SD-groepen. Deze waren Nord, West, Süd, Süd-Ost en Ost en, waren de voorlopers van de latere SD-Oberabschnitte. Tussen 1934 en 1939 waren er elf SD-Oberabschnitte (afkorting: SD-Oa):
- SD-Oberabschnitt Donau
- SD-Oberabschnitt Fulda-Werra
- SD-Oberabschnitt Mitte
- SD-Oberabschnitt Nord
- SD-Oberabschnitt Nord-Ost
- SD-Oberabschnitt Nord-West
- SD-Oberabschnitt Ost
- SD-Oberabschnitt Rhein
- SD-Oberabschnitt Süd
- SD-Oberabschnitt Süd-Ost
- SD-Oberabschnitt Süd-West
- SD-Oberabschnitt West

Aan elke SD-Oberabschnitt waren drie tot vijf Abschnitten (districten) ondergeschikt gesteld, die waren genummerd met Romeinse cijfers.
Op 23 september 1939 werden de SD-Oberabschnitten hernoemd in SD-Leitabschnitten. De SD-Unterabschnitten werd tegelijk hernoemd in SD-Abschnitten, na voorbeeld van de SS-Abschnitt.

## Het SD-Oberabschnitt in overzicht

### Donau
De SD-Oberabschnitt Donau (vrije vertaling: SD-Hoofddistrict Donau) werd opgericht 1938 onder de naam SD-Oberabschnitt Österreich, en kort daarna omgedoopt tot Donau. Het was gestationeerd aan de Theresianumgasse 16/18 in Wenen. Op 23 september 1939 werd de SD-Oberabschnitt Donau hernoemd in de SD-Leitabschnitt Wien.
De commandanten waren:
- SS-Standartenführer Erich Naumann (maart 1938 - 1 augustus 1938)[5][6]
- SS-Standartenführer Franz Walter Stahlecker (20 mei 1938 - 1 juni 1939)[7][8]

SD-Leitabschnitt Wien
De SD-Leitabschnitt Wien was gestationeerd aan de Gesellenhausstraße 5 in Linz.
- SS-Sturmbannführer Friedrich Polte (23 september 1939 - 5 juli 1941)[10][4]
- SS-Hauptsturmführer Ernst Chlan (31 mei 1941)[4]

### Fulda-Werra
De SD-Oberabschnitt Fulda-Werra (vrije vertaling: SD-Hoofddistrict Fulda-Werra) werd opgericht 1939. Het was gestationeerd in Kassel. Op 23 september 1939 werd de hernoemd in de SD-Leitabschnitte Fulda-Werra. 
De commandanten waren:
- SS-Standartenführer Otto Rasch (1 februari 1939 - 30 november 1939[12])
- Walter Potzelt[11]

SD-Leitabschnitte Fulda-Werra

### Mitte
De SD-Oberabschnitt Mitte  (vrije vertaling: SD-Hoofddistrict Centraal) was gestationeerd aan de Oststraße 65 in Chemnitz. 1936 werd de SD-Oberabschnitt Mitte hernoemd in de SD-Leitabschnitt Elbe en verplaatst naar Leipzig aan de Karl-Heine-Straße 12. 1939 werd de SD-Oberabschnitt Elbe hernoemd in de SD-Leitabschnitt Dresden.
SD-Oberabschnitt Mitte/Elbe
- SS-Obersturmbannführer Lothar Beutel (1932 - 1936)
- SS-Brigadeführer Wilhelm Koppe (1 oktober 1936[13] - 9 oktober 1939)[14]
- SS-Gruppenführer Karl Zech (november 1942 - 14 maart 1944)[15]

SD-Leitabschnitt Dresden
De SD-Leitabschnitt Dresden was gestationeerd aan de Gerhart-Hauptmann-Straße 1 in Dresden.
- SS-Sturmbannführer Karl Tschierschky (25 mei 1940 - juli 1942)[4]
- SS-Obersturmbannführer Paul Zapp (13 april 1944 - 1945[16]

### Nord
De SD-Oberabschnitt Nord  (vrije vertaling: SD-Hoofddistrict Noord) was gestationeerd aan de Falkenwalderstraße 179 in Stettin. Op 23 september 1939 werd de SD-Oberabschnitt Donau hernoemd in de SD-Leitabschnitt Stettin.
De commandanten waren:
- SS-Obertruppführer Hellmut Willich (1 mei 1934 - 31 juli 1936) (plaatsvervangend commandant)[17]
- SS-Standartenführer Robert Schulz (1 oktober 1936 - 1 juli 1937) [18]
- SS-Standartenführer/SS-Oberführer Erich Naumann (1 oktober 1937 - 1 augustus 1938[5]/30 september 1938)[19]

SD-Leitabschnitt Stettin
De SD-Leitabschnitt Stettin was gestationeerd aan de Schloßstraße 6 in Neustettin.
- SS-Sturmbannführer Otto Wendland[20] (23 september 1939 - 21 juni 1941)[4]
- SS-Obersturmbannführer Walter Herforth[21] (21 juni 1941 - 27 februari 1943)[4]
- SS-Obersturmbannführer Heinz Schimmerohn (3 juli 1943 - mei 1945)[22][4]

### Nord-Ost
De SD-Oberabschnitt Nord-Ost  (vrije vertaling: SD-Hoofddistrict Noordoost) was gestationeerd aan de Herzog-Albrecht-Allee 16 in Koningsbergen. Op 23 september 1939 werd de SD-Oberabschnitt Nord-Ost hernoemd in de SD-Leitabschnitt Königsberg.
De commandanten waren:
- SS-Obersturmführer Rust
- SS-Brigadeführer Jakob Sporrenberg (1 januari 1937 - 25 september 1939)[23]
- SS-Brigadeführer Jakob Sporrenberg (1 september 1938 - 25 september 1939)[24]

SD-Leitabschnitt Königsberg
De SD-Leitabschnitt Königsberg was gestationeerd aan de Luisenallee 61 in Koningsbergen.
- SS-Sturmbannführer Franz Urmoneit (23 september 1939 - 25 mei 1940)[25][4]
- SS-Sturmbannführer Kurt Gritschke[26] (25 mei 1940 - 1 maart 1941)[4]
- SS-Gruppenführer Jakob Sporrenberg (21 juni 1940 - 1 mei 1941)[23]
- SS-Obersturmbannführer Eduard Strauch (1 maart 1941 - 25 mei 1942) (m.d.F.b.)[4]
- Willi Hintze (23 augustus 1941 - 25 mei 1942)[4]
- Gunter Rausch (25 mei 1942 - 15 april 1944)[4]
- Lothar Selke (3 juni 1944 - april 1945)[4]

### Nord-West
De SD-Oberabschnitt Nord-West  (vrije vertaling: SD-Hoofddistrict Noordwest) was gestationeerd aan de Kaiserallee 8 in Hannover. Op 23 september 1939 werd de SD-Oberabschnitt Nord-West hernoemd in De SD-Leitabschnitt Hamburg.
De commandanten waren:
- SS-Oberführer Bruno Streckenbach (30 januari 1935[8][27]/1 oktober 1936 - 23 september 1939[28][27][8])

SD-Leitabschnitt Hamburg
De SD-Leitabschnitt Hamburg was gestationeerd aan de Kaiser-Wilhelm-Straße 46 in Hamburg.
- SS-Standartenführer Otto Somann[30][4]
- Walter Herforth[4]

### Ost
De SD-Oberabschnitt Ost  (vrije vertaling: SD-Hoofddistrict Oost) was gestationeerd aan de Eichenallee 16/18 in Berlin-Westend en later aan de Jagowstraße 16–18 in het Grunewald. Andere bekende medewerkers van de Oberabschnitt waren Werner Göttsch, Alfred Naujocks en Richard Pruchtnow. Op 23 september 1939 werd de SD-Oberabschnitt Ost hernoemd in de SD-Leitabschnitt Berlin.
In 1933/1934 werd in de SD-Oberabschnitt Ost de specifieke informatie verzameld, die tijdens de machtsstrijd tussen Heinrich Himmler en Reinhard Heydrich evenals Hermann Göring en Rudolf Diels voor de controle over de Geheime Staatspolizei, en de val van Diels als leider van de Geheimen Staatspolizei in Berlijn veroorzaakte.
De commandanten waren:
- SS-Standartenführer Hans Kobelinski (januari 1934 - 14 maart 1934[31])
- SS-Obersturmführer Hermann Behrends[31] (14 maart 1934 - 15 januari 1936[32][33])
- SS-Brigadeführer Wilhelm Koppe (1 november 1935 - 1 oktober 1936) (plaatsvervangend commandant[14])
- SS-Obersturmbannführer Otto Rasch (3 mei 1937 - 5 mei 1937, 21 juni 1937 - 3 juli 1937, 16 augustus 1937 - 7 september 1937 (plaatsvervangend commandant[12])
- SS-Standartenführer Arpad Wigand (1 september 1937 - 23 september 1939[34])
- SS-Brigadeführer Karl Zech (1 oktober 1937 - oktober 1940[15][35])
- SS-Oberführer Erich Naumann (1 augustus 1938[19] - 20 november 1939[5])

SD-Leitabschnitt Berlin
De SD-Leitabschnitt Berlin was gestationeerd aan de Kaiser-Wilhelm-Straße 22.
- SS-Oberführer Hermann Behrends (23 september 1939 - 1 maart 1941[4])
- SS-Obersturmbannführer Erwin Weinmann (26 oktober 1940 - 5 juli 1941[4])
- SS-Sturmbannführer Friedrich Polte (5 juli 1941 - mei 1945[10][4])

### Rhein
De SD-Oberabschnitt Rhein  (vrije vertaling: SD-Hoofddistrict Rijn) was gestationeerd aan de Niedenau 68 in Frankfurt am Main.
De commandanten waren:
- SS-Obersturmführer Horst Böhme
- SS-Obersturmbannführer Wilhelm Phil (1 januari 1934 - 19 juli 1935)
- SS-Sturmbannführer Wilhelm Albert (1 januari 1934 - 19 juli 1935[36][37][38])
- SS-Brigadeführer Jakob Sporrenberg (25 september 1939 - 19 juni 1940[24])
- SS-Obersturmbannführer Max Thomas (1 februari 1939 - 11 april 1944[39])

### Süd-Ost
De SD-Oberabschnitt Südost was gestationeerd aan de Friedrich-Hebbelstraße 1/38 in Breslau. Op 23 september 1939 werd de SD-Oberabschnitt Süd-Ost hernoemd in de SD-Leitabschnitt Breslau.
De commandanten waren:
- SS-Hauptsturmführer Ernst Müller[40] (augustus 1934)
- SS-Obersturmbannführer Lothar Beutel[41] (10 januari 1934 - 1 januari 1935)[42]
- SS-Hauptsturmführer Wilhelm Günther (april[43]/1 augustus 1937[44] - november 1938[43][45][44]), (m.d.W.d.G.b.)[44]
- SS-Oberführer Arpad Wigand (november 1938 - 23 september 1939)[34]

SD-Leitabschnitt Breslau
De SD-Oberabschnitt Breslau was gestationeerd aan de Friedrich-Hebbel-Straße 1-3 in Breslau.
- SS-Oberführer Arpad Wigand (23 september 1939 - 20 mei 1940)[4]
- SS-Sturmbannführer Otto Somann (25 mei 1940 - 21 juni 1941)[4]
- SS-Sturmbannführer Karl Heinz Bendt (21 juni 1941 - 15 januari 1944)[4]
- SS-Obersturmbannführer Ernst Kah (15 januari 1944 - oktober 1944)[4]
- SS-Brigadeführer Karl Eberhard Schöngarth[4]

In oktober 1944 opgeheven, en overgedragen aan de KdS Breslau

### Süd
De SD-Oberabschnitt Süd  (vrije vertaling: SD-Hoofddistrict Zuid) was gestationeerd aan de Leopoldstraße 10 in München. Op 23 september 1939 werd de SD-Oberabschnitt Süd hernoemd in de SD-Leitabschnitt München.
De commandanten waren:
- SS-Sturmhauptführer Werner Best (maart 1934 - september 1934)
- SS-Gruppenführer Wilhelm Koppe (10 oktober 1936 - 31 oktober 1936)[14]
- SS-Sturmhauptführer Ernst-Albrecht Hildebrandt ( 20 april 1937 - 10 augustus 1937)[46][47]
- SS-Brigadeführer Hermann von Schade (1 oktober 1936 - 18 juni 1939)[48][49]
- SS-Oberführer Gustav Adolf Scheel (18 juni 1939 - 23 september 1939)[50]
- SS-Obersturmbannführer Hellmut Willich (6 juni 1939 - 6 december 1939)[17]
- SS-Standartenführer Lothar Beutel[51] (1 januari 1935 - 1 juni of augustus 1939)

SD-Leitabschnitt München
De SD-Leitabschnitt München was gestationeerd aan de Franz-Josef-Straße 38 in München.
- SS-Obersturmbannführer Hellmut Willich (23 september 1939 - 15 oktober 1939)[4]
- SS-Obersturmbannführer Karl Jäger[52] (15 oktober 1939 – 25 mei 1940)[4]
- SS-Obersturmbannführer Albert Rapp (25 mei 1940 - 18 september 1943)[4]
- Siegmund Buchberger (i.V.) (2 mei 1942 - 13 november 1943)[4]
- Fritz Glitz (13 november 1943 - mei 1945)[4]

### Süd-West
De SD-Oberabschnitt Südwest  (vrije vertaling: SD-Hoofddistrict Zuidwest) was gevestigd aan de Kernerstraße 52 in Stuttgart-Ost. De volgde SD-Abschnitte Karlsruhe, Neustadt a.W. en Stuttgart waren aan de SD-Oberabschnitt Südwest ondergeschikt gesteld. Het hoofdkantoor van de Abschnitt Stuttgart, die tot het einde mei 1936 de aanduiding "SD-Abschnitt X Württemberg" had, en daarna "SD-Unterabschnitt Württemberg-Hohenzollern", en zins 26 september 1939 "SD-Leitabschnitt Stuttgart" aangeduid werd, was voorlopig aan de Kanzleistraße 36, en dan aan de Schellingstraße 19 en zins november 1939 Reinsburgstraße 32/34 het huis van de Inspekteur der Sicherheitspolizei und des SD. De SD-Abschnitt of de Leitabschnitt Stuttgart bestond uit 5 plaatselijk kantoren, namelijk Heilbronn, Reutlingen, Stuttgart, Tübingen, Ulm. Een onbekend aantal vestigingen behoorde tot de SD-Abschnitt in Stuttgart. Op 23 september 1939 werd de SD-Oberabschnitt Südwest hernoemd in de SD-Leitabschnitt Stuttgart.
De commandanten waren:
- SS-Obersturmführer Werner Best[53] (15 oktober 1933 - 31 december 1934[54][55])
- SS-Gruppenführer Wilhelm Koppe (1 november 1936 - 15 oktober 1936[14])
- Polizeidirektor Wilhelm Harster (29 oktober 1935 - 9 november 1937[56])
- SS-Obersturmführer Gustav Adolf Scheel (augustus 1935 - september 1939)[57]

SD-Leitabschnitt Stuttgart
De SD-Leitabschnitt Stuttgart  was gestationeerd aan de Jahnstraße 18 in Karlsruhe.
- SS-Obersturmbannführer Eugen Steimle (1 september 1936 - 1939)[4]

### West
De SD-Oberabschnitt West  (vrije vertaling: SD-Hoofddistrict West) was gestationeerd aan de Goltsteinstraße 3 in Düsseldorf. Op 23 september 1939 werd de SD-Oberabschnitt Süd hernoemd in de SD-Leitabschnitt Düsseldorf.
De commandanten waren:
- SS-Hauptsturmführer August Simon[53] ( - 1 september 1933)[41]
- SS-Sturmführer Wilhelm Albert[53] (1 september 1933[58] - 1 januari 1934)[36]
- SS-Sturmbannführer Alfons Glatzel[59] (20 april 1934 - 1 oktober 1937)[60]
- SS-Brigadeführer Hermann von Schade (1 april 1939 - 15 juli 1939)[48]
- SS-Standartenführer Hans Nockemann (1939 - mei 1940)

SD-Leitabschnitt Düsseldorf
De SD-Leitabschnitt Düsseldorf was gestationeerd aan de Graf-Recke-Straße 55-57 in Düsseldorf.
- SS-Sturmbannführer Fritz Glitz (16 augustus 1941 - 30 oktober 1943)[8][4]
- Bruno Heder (30 oktober 1943 - 15 januari 1944)[8][4]
- SS-Obersturmbannführer Karl-Heinz Bendt (15 januari 1944 - mei 1945)[8][4]

SD-Leitabschnitt Frankfurt/M.
In 1942 werd het SD-Leitabschnitt Frankfurt/M. afgeschaald naar de SD-Abschnitt Frankfurt/M..
- Wilhelm Pallas[4]
- SS-Sturmbannführer Pohl[4]

SD-Leitabschnitt Danzig
De SD-Leitabschnitt Danzig was gestationeerd aan de Adolf-Hitler-Straße 640 in Zoppot.
- SS-Sturmbannführer Rudolf Oebsger-Röder[4] (juli 1940)

SD-Leitabschnitt Kattowitz
De SD-Leitabschnitt Kattowitz was gestationeerd aan de Höferstrasse 67.
- SS-Sturmbannführer Joachim Nehring[4] (1941 - 1943)[61]
- SS-Sturmbannführer Oskar Podlich (november 1941 mit der Führung beauftrag, vanaf maart 1943 als commandant)[62]
- SS-Obersturmbannführer Heinrich Vitzdamm

SD-Leitabschnitt Posen
De SD-Leitabschnitt Posen was gestationeerd aan de Kaserring 15 in Posen.
- SS-Sturmbannführer Rolf-Heinz Höppner[4]

SD-Leitabschnitt Prag
De SD-Leitabschnitt Prag was gestationeerd aan de Sachsenweg 44 in Praag.
- SS-Obersturmbannführer Böhme[4]

SD-Leitabschnitt Braunschweig
De SD-Leitabschnitt Braunschweig was gestationeerd aan de Wilhelmstraße 21 in Braunschweig.
- SS-Standartenführer/SS-Oberführer Anton Dunckern (1 september 1939[63] - maart 1941)[4]
- SS-Sturmbannführer Gritschke

SD-Leitabschnitt Salzburg
- SS-Obersturmbannführer Paul Blobel[64]

## Afkorting
- mit der Wahrnehmung der Geschäfte beauftragt (m.d.W.d.G.b.) - vrije vertaling: met de waarneming van de functie belast